# Don Symon
Don Symon, född den 20 maj 1960 i Christchurch i Nya Zeeland, är en nyzeeländsk roddare.
Han tog OS-brons i fyra med styrman i samband med de olympiska roddtävlingarna 1984 i Los Angeles.